# Manannan mac Lir
Nella mitologia irlandese, Manannan mac Lir era il dio del mare e del tempo atmosferico. Normalmente lo si considera uno dei Túatha Dé Danann, benché alcune tradizioni lo vogliano più antico di essi. Era considerato anche il sovrano dell'oltretomba, re del Mag Mell e di Tír na nÓg.
Il suo vero nome era Orbsen od Oirbsen. Il nome Manannan deriva da un nome arcaico dell'Isola di Man, mentre il suo patronimico mac Lir aveva un significato metaforico di "figlio del mare (Ler)": le genealogie tramandano che suo padre fu Allód, e non - come si potrebbe pensare - Lir della celebre storia dei Figli di Lir.

## Leggende del Ciclo mitologico
Nelle leggende del Ciclo Mitologico Manannan possedeva molti oggetti dotati di proprietà magiche. 
Donò a Cormac mac Airt il calice della verità; la sua nave, An Sguabair nan Tuinn ("spazza onde"), navigava senza bisogno di vele; aveva un mantello che rendeva invisibile chiunque lo indossasse, un elmo fiammeggiante, una spada chiamata Freagairiche ("colei che risponde") che non poteva mai mancare il bersaglio.
Possedeva inoltre un cavallo di nome Enbarr che poteva cavalcare sulle acque come sulla terraferma.

## Leggende del Ciclo dell'Ulster
Nelle leggende del Ciclo dell'Ulster dopo la separazione dalla moglie, Fand Regina delle Fate, preoccupato per il suo amore verso l'eroe ulato Cú Chulainn che l'avrebbe condotta alla morte poiché nessuna fata poteva amare un mortale, Manannan cancellò i loro ricordi l'uno dell'altra.
Crebbe due figli adottivi:
1. Egobail
2. Lugh

Inoltre profetizzò a Bran, ne Il viaggio di Bran, che dalla sua discendenza sarebbe nato un grande guerriero, Mongan mac Fiachna.

## Altre tradizioni
Nell'Isola di Man, Manannan mac Lir era conosciuto come Mannan.  In occasione della festa di Litha (o Mezzaestate, corrispondente al solstizio d'estate), la gente offriva delle erbe verdi a Mannan-beg-mac-y-Leir (beg=piccolo) pregando affinché i viaggi per mare fossero sicuri e la pesca propizia.  Si credeva inoltre che fosse dotato di poteri magici grazie ai quali sarebbe stato in grado di scoraggiare i potenziali invasori dando ai baccelli di pisello l'aspetto di una flotta.
Secondo le tradizioni medievali, c'erano una quantità di personaggi storici di nome Manannan appartenenti a diverse epoche, tra di essi un principe irlandese di nome Orbsenius, rinomato per la sua abilità nel navigare nel mare irlandese.
Il suo equivalente gallese è Manawyddan ap Llyr.
Varianti: Barinthus, Manannan, Manawydan, Mannan (Manx).